# Ctypes

ctypes는 파이썬의 외부 함수 라이브러리다. 파이썬 2.5부터 기본으로 포함되어 있다. 윈도우의 DLL과 같은 동적 라이브러리에 있는 함수를 직접 호출할 수 있으며, 다양한 C 자료형을 다루기 위한 인터페이스를 제공한다. 이를 사용해 순수 파이썬 코드만으로 확장 모듈을 구현할 수도 있다.

## 예제
다음은 윈도 환경에서 msvcrt.dll의 printf 함수를 호출하는 예이다. 이미 존재하는 함수의 원형을 파이썬 환경에 적용해 고치는 예를 볼 수 있다.
```
>>>
 
from
 
ctypes
 
import
 
*

>>>
 
printf
 
=
 
cdll
.
msvcrt
.
printf

>>>
 
printf
(
"hello world
\n
"
)

hello
 
world

12

>>>
 
printf
.
restype
 
=
 
None

>>>
 
printf
(
"hello world
\n
"
)

hello
 
world

```

ctypes는 별도로 함수 원형을 지정하지 않아도 내부적으로 스택을 조사하여 함수의 원형을 확인하려 시도하며, 윈도 같은 환경에서는 세그먼트 위반 같은 치명적인 오류를 예외로 처리해 준다.
```
>>>
 
cdll
.
msvcrt
.
strlen
(
None
)

Traceback
 
(
most
 
recent
 
call
 
last
):

  
File
 
"<stdin>"
,
 
line
 
1
,
 
in
 
?

WindowsError
:
 
exception
:
 
access
 
violation
 
reading
 
0x00000000

```